# Szike
A szike vagy sebészkés vagy sebészszike egy nagyon éles kés, amit a sebészek használnak műtét, operálás közben. A penge rögzített vagy eldobható (a penge olyan éles, hogy ha csak hozzáérünk, már elvágta a kezünket). A sebészetre vagy boncolásra használt szikének a markolata belesimul a tenyerünkbe. A penge fokozatosan hajlik a nagyobb precízió érdekében, amikor a sebész keresztülvág valamit.
Többféle módja van a szike fogásának és használatának:
- Ceruzafogás
- Ujjbegyfogás
- Tenyérfogás